# Syndicat militaire
Pour les articles homonymes, voir CGPM.
 (novembre 2018).
 (novembre 2018).
En Belgique, le Syndicat militaire, aussi appelé la CGPM (Centrale générale du personnel militaire), est un syndicat représentatif du personnel de la Défense.
Contrairement aux trois autres syndicats militaires représentatifs, qui sont membres du Conseil National du Travail au sein d'une tendance politique, le Syndicat militaire est apolitique et ne compte que des militaires parmi ses adhérents.
Le Syndicat militaire est une organisation syndicale professionnelle qui dispose d’un important réseau de délégués présents dans chaque caserne et au sein de toutes les catégories du personnel.

## Actions
Le Syndicat militaire a donné un avis négatif dans les trois grands dossiers d'actualité concernant le personnel :
- Non au plan du gouvernement belge pour augmenter fortement l'âge de la pension des militaires[1].

L'avis négatif concerne principalement le volet financier du plan, jugé inacceptable parce que des militaires devraient travailler plus longtemps pour une pension égale ou même inférieure. À la suite de l'acceptation conditionnelle de ce plan par les syndicats SLFP et CSC, il était possible que le gouvernement finalise le dossier. Anticipant une issue défavorable pour le personnel, le Syndicat a donné son accord à l'autorité militaire sur des concepts et des lignes directrices destinés à adoucir la réforme des pensions.
- Non aux nouvelles dispositions en matière d'évaluation du personnel, car elles ne donnent pas de garanties suffisantes en matière d'objectivité et de compétence des évaluateurs.
- Non à la déclaration d'intention du gouvernement en vue de limiter à 60 % le salaire des militaires dès le 31e jour d'absence pour motif de santé[3].